# JB BDhe 4/8
BDhe 4/8 sind Triebwagen der schweizerischen Jungfraubahn (JB). Sie wurden 1992 beschafft, weil einige Fahrgäste in den alten BDhe 2/4 aufgrund von Platzmangel Stehplätze einnehmen mussten.

## Technik
Sie bestehen wie die BDhe 4/8 der Wengernalpbahn, an denen ihre Konstruktion angelehnt ist, aus zwei kurzgekuppelt miteinander verbundenen, beinah identischen Fahrzeughälften aus Stahlkästen mit gesickten Seitenwänden. Die bergseitige Fahrzeughälfte besteht aus einem Führerstand, auf den ein Fahrgastabteil, ein Einstieg mit Aussenschwingtüren und noch ein Fahrgastabteil folgt. Die talseitige Fahrzeughälfte ist genauso aufgebaut mit dem einzigen Unterschied, dass sie nur ein Stromabnehmerpaar auf dem Dach aufweist, während auf dem bergseitigen zwei sind, und dass zwischen dem Führerstand und dem Fahrgastabteil ein Gepäckabteil ist. Dafür ist das angrenzende Fahrgastabteil kleiner als das entsprechende bergseitige. An den Fronten befinden sich seitliche Übergangstüren und darunter Schneeräumer. Alle vier Drehgestelle, von denen sich je zwei unter einer Fahrzeughälfte befinden, sind identisch und somit untereinander austauschbar. Auf der talseitigen Achse jedes Drehgestells ist ein querliegender Motor. Alle Triebwagen sind für den reinen Zahnradbahnbetrieb ausgestattet und können deshalb wie ihre Vorgänger, die BDhe 2/4, nicht auf einer Adhäsionsbahn fahren. Neben den Stromabnehmern sind auf dem Dach nur die Bremswiderstände. Die Kupplungen sind automatisch und wegen der Sicherheitsvorschriften gibt es drei unabhängige Bremssysteme.
Im Gegensatz zu den BDhe 2/4 (die mit Asynchronmotoren ausgestattet sind) sind diese Triebwagen ursprünglich mit Gleichstrommotoren ausgerüstet. Ein gesteuerter Dreiphasen-Gleichrichter versorgt diese aus dem Dreiphasennetz. 2012 wurden die Frontbeleuchtungen von Glühbirnen zu LED-Lämpchen umgebaut.

## Retrofit
Zwischen 2012 und 2017 wird eine neue Drehstrom/Drehstrom-Traktionsausrüstung eingebaut. Sie entspricht der Ausrüstung der Niederflurgelenktriebwagen Bhe 4/8 221–224 und erlaubt die Geschwindigkeit auf 33 km/h bei der Bergfahrt zu erhöhen. Hiermit sinkt die Umlaufzeit für die Gesamtstrecke von 2 auf 1,5 Stunden.

## Betrieb
Die BDhe 4/8 fahren gewöhnlicherweise in Doppeltraktion und konnten früher bei Bedarf auch von einem Kesselsteuerwagen ferngesteuert werden. Dieser wurde aber 2012 abgebrochen. Das Untergestell steht nun ohne jeglichen Aufbau im Depot auf der kleinen Scheidegg.

## Werbung
Seit Juni 2017 gibt es mit dem Triebwagen 212 erstmals ein Fahrzeug bei der JB mit einer Vollwerbung für ABB, dem langjährigen Technologiepartner der Jungfraubahnen.

## Geschwisterfahrzeuge
Die Bhe 4/8 der Gornergratbahn sind mit den BDhe 4/8 der JB fast identisch mit dem Unterschied, dass die Bhe 4/8 nur auf einer Seite Einstiegstüren haben sowie das Zahnradsystem Abt verwenden.